# Wietrzenie insolacyjne
Wietrzenie insolacyjne (termiczne) to rodzaj wietrzenia fizycznego spowodowany naprzemiennym nagrzewaniem i ochładzaniem się skały.
Do procesów insolacyjnych zaliczamy:
- dezintegrację granularną – zachodzi ponieważ tworzące ziarna mają różną rozszerzalność cieplną – z czasem dochodzi do rozluźnienia pomiędzy nimi i ze skały wykruszają się pojedyncze ziarna.
- łuszczenie (eksfoliację) – oddzielanie się przypowierzchniowej warstwy skalnej; zachodzi ponieważ warstwa przypowierzchniowa skały nagrzewa się mocniej niż jej głębsze partie – w efekcie powstają drobne pęknięcia równoległe do powierzchni skalnej i skała się łuszczy.
- dezintegrację blokową – zachodzi ponieważ podczas ochładzania się skały jej zewnętrzne partie kurczą się bardziej niż wewnętrzne, w efekcie powstają szczeliny prostopadłe do powierzchni skały i oddzielają się bloki oraz płyty skalne.